# Abraham Azoulay
Pour les articles homonymes, voir Azoulay.
Abraham Azoulay, Abraham ben Mordecai Azulai, Abraham Azulai ou Abraham Azulay, en hébreu אברהם בן מרדכי אזולאי, est un rabbin et kabbaliste, né à Fès au Maroc en 1570 et mort à Hébron le 6 novembre 1643, auteur de commentaires en hébreu sur la Torah et sur le Zohar, un des ouvrages majeurs de la Kabbale,. 

## Biographie
Il descend d'une famille juive expulsée d'Espagne en 1492 et installée à Fès. 
En 1599, Abraham Azoulay quitte le Maroc pour la Terre Promise et s'installe à Hébron. Il y écrit un commentaire du Zohar sous le titre Kirjath Arb. En 1619, une épidémie de peste le contraint à se réfugier à Gaza où il écrit un ouvrage cabalistique, le Sefer Ḥesed le-Avraham, qui sera imprimé de façon posthume à Amsterdam en 1685. Un autre commentaire du Zohar par Azoulay, Or ha-hammah (Lumière du Soleil), qui est « une défense et une illustration de l'enseignement de la kabbale », est imprimé à Venise en 1654. Un commentaire cabalistique de la Bible, Ba'ale Berit Abraham, resté manuscrit, sera publié à Vilnius en 1873. De son commentaire sur la Mishna Guinat Bitan, seul a été imprimé le commentaire sur le traité Avot nommé Ahava beta'anouguim.
Il est le grand-père du rabbin et kabbaliste Haïm Joseph David Azoulay (1724-1807).

## Sources
- (en) « AZULAI, AZULAY », sur Jewish Encyclopedia, 1901–1906.
- (en) Dov Zlotnick, « The Commentary of Rabbi Abraham Azulai to the Mishnah », Proceedings of the American Academy for Jewish Research, vol. 40,‎ 1972, p. 147-168.
- Haïm Zafrani, « Études et recherches sur la littérature écrite et orale des juifs du Maroc des quatre derniers siècles », Revue de l'Occident musulman et de la Méditerranée, no 18,‎ 1974, p. 161-162 (lire en ligne).
- (he) B. Sack, « La recherche des sources du Hesed le Avraham de R. Abraham Azulai », Qiryat seper, vol. 56,‎ 1981, p. 164-175.